# Sylvano Bussotti

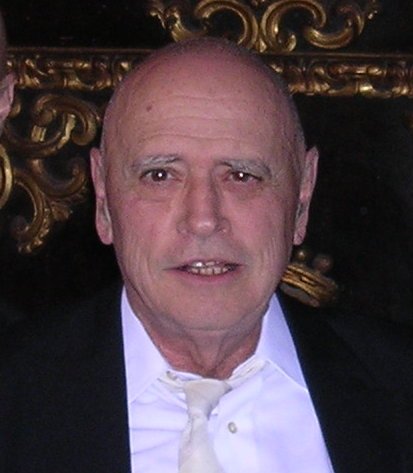
Sylvano Bussotti (1931–2021)

Sylvano Bussotti (* 1. Oktober 1931 in Florenz; † 19. September 2021 in Mailand) war ein italienischer Komponist und Künstler.

## Leben
Bussotti hatte ersten Violinunterricht bei Margherita Castellani und studierte am Conservatorio Luigi Cherubini in Florenz Kontrapunkt bei Roberto Lupi und Klavier bei Luigi Dallapiccola. Infolge des Krieges beendete er das Studium ohne Abschluss.
In einem autodidaktischen Studium lernte er von 1949 bis 1956 Komposition und nahm dann Privatkurse bei Max Deutsch in Paris. Er lernte dort auch Pierre Boulez und Heinz-Klaus Metzger kennen, der ihn bei den Darmstädter Ferienkursen 1958 mit John Cage bekannt machte. 
1965 und 1966 hielt er sich auf Einladung der Rockefeller-Stiftung in den USA auf. Er wurde in den 1960er Jahren mehrfach in Italien ausgezeichnet (so beispielsweise 1967 bei der Biennale von Venedig) und lebte 1972 auf Einladung des Deutschen Akademischen Austauschdiensts ein Jahr in Berlin. Von 1975 bis 1983 war er künstlerischer Leiter des Teatro La Fenice in Venedig, von 1987 bis 1991 Musikdirektor der Biennale von Venedig.
Als Komponist ist Bussotti der Avantgarde zuzurechnen. Die Kompositionen, teilweise in grafischer Notation, stellen häufig große Anforderungen an die Interpreten. Seine Werke für die Bühne (ab 1976) wurden als Bussottioperaballet bekannt, er war hier nicht nur Komponist, sondern auch Regisseur und oft auch Bühnen- und Kostümbildner sowie Choreograf.
Neben seinem umfangreichen kompositorischen Werk betätigte sich Bussotti auch als Schriftsteller, Maler und Grafiker, Bildhauer, Fotograf und Filmemacher.  Bussotti starb im Alter von 89 Jahren am 19. September 2021 in Mailand.

## Bekannte Werke
- 5 Piano Pieces for David Tudor (1959)
- Pour Clavier (1961)
- Torso (1963)
- La Passion selon Sade (1966)
- Rara Requiem (1969)
- Lorenzaccio (1972)
- Bergkristall (balletto (1974), versione per orchestra (1979))
- Poesia di De Pisis (1975)
- Nottetempo (1976)
- La Racine (1980)
- Le bal Mirò (1981)
- L’Ispirazione (1988)
- Fedra (1988)

## Bibliographie
- Paul Attinello: Signifying Chaos: A Semiotic Analysis of Sylvano Bussotti’s „Siciliano“, in: repercussions 1/1992, S. 84–110.
- Mario Bortolotto: Fase seconda. Studi sulla Nuova Musica, Einaudi, Torino 1969, vor allem das Kapitel „Le cinque tentazioni di Bussotti“, S. 201–226.
- Mario Bortolotto (Hrsg.): „Sognato dalla storia“: materiali per un „Lorenzaccio“, in: Lo Spettatore musicale, Sonderheft, Bologna 1972 [Beiträge von Mario Bortolotto, Giorgio Manganelli, Salvatore Sciarrino].
- Moreno Bucci (Hrsg.): L’opera di Sylvano Bussotti. Musica, segno, immagine, progetto. Il teatro, le scene, i costumi, gli attrezzi ed i capricci dagli anni Quaranta al Bussottioperaballet, Electa editrice, Milano 1988.
- Francesco Degrada (Hrsg.): Bussottioperaballet: Sylvano Bussotti e il suo teatro: Oggetto amato ─ Nottetempo, Ricordi, Milano 1976; [enthält Bussotti: Cinque frammenti autobiografici, S. 13, Libretto von Nottetempo, Interviews, verschiedene Aufsätze].
- Giuseppina La Face: Teatro, eros e segno nell’opera di Sylvano Bussotti, in: Rivista Italiana di Musicologia 9/1974, S. 250–268.
- Alessandra Lucioli: Sylvano Bussotti, Targa Italiana Editrice, Milano 1988.
- Jürgen Maehder/Sylvano Bussotti: Turandot, Pisa (Giardini) 1983.
- Jürgen Maehder: Bussottioperaballet ─ Sviluppi della drammaturgia musicale bussottiana, in: Nuova Rivista Musicale Italiana 18/1984, S. 441–468.
- Jürgen Maehder: Bussottioperaballet ─ Zur Entwicklung der musikalischen Dramaturgie im Werk Sylvano Bussottis, in: Otto Kolleritsch (Hrsg.): Oper heute. Formen der Wirklichkeit im zeitgenössischen Musiktheater, „Studien zur Wertungsforschung“, Band 16, Universal Edition, Graz/Wien 1985, S. 188–216.
- Jürgen Maehder: „Odo un Sylvano“ ─ Zur Rolle des Komponisten, Regisseurs, Bühnen- und Kostümbildners Sylvano Bussotti im zeitgenössischen Musiktheater, Programmheft der Frankfurter Feste, Alte Oper, Frankfurt 1991, S. 16–63.
- Jürgen Maehder: Zitat, Collage, Palimpsest ─ Zur Textbasis des Musiktheaters bei Luciano Berio und Sylvano Bussotti, in: Hermann Danuser, Matthias Kassel (Hrsg.): Musiktheater heute. Internationales Symposion der Paul Sacher Stiftung Basel 2001, Schott, Mainz 2003, pp. 97–133.
- Luciano Morini: Moda e musica nei costumi di Sylvano Bussotti, Idealibri, Milano 1984; deutsche Ausgabe: Aldo Premoli/Luciano Morini: Träume in Samt und Seide. Mystik und Realität in den Opernkostümen des Sylvano Bussotti, Edition Wissenschaft & Literatur, Marketing-und-Wirtschaft Verlagsgesellschaft Flade, München 1985, ISBN 3-922804-09-8.
- Leonardo Pinzauti: A colloquio con Sylvano Bussotti, in: Nuova Rivista Musicale Italiana 4/1970, S. 898–909; deutsche Übersetzung in: Melos 28/1971, S. 287–291.
- Ivanka Stoïanova: Geste ─ texte ─ musique, Éditions 10/18, Paris 1978.
- Ivanka Stoïanova: Mythos und Gedächtnis. Bemerkungen über das italienische Musiktheater: Luciano Berio ─ „Outis“ und Sylvano Bussotti ─ „Tieste“, in: Otto Kolleritsch (Hrsg.): Das Musiktheater ─ Exempel der Kunst, „Studien zur Wertungsforschung“, Band 38, Universal Edition, Wien/Graz 2001, S. 161–191.
- Ivanka Stoïanova: Entre détermination et aventure. Essais sur la musique de la deuxième moitié du XXème siècle, L’Harmattan, Paris 2004.